# Cañaveras
Cañaveras es un municipio y localidad española de la provincia de Cuenca, en la comunidad autónoma de Castilla-La Mancha. El término municipal, ubicado en la comarca de la Alcarria, cuenta con una población de 220 habitantes (INE 2024) y ocupa una extensión de 73.67 km², siendo uno de los más grandes de la comarca, solo superado por Priego (80 km²).

## Geografía
Integrado en la comarca de La Alcarria Conquense, se sitúa a 43 km de la capital provincial. El término municipal está atravesado por la carretera nacional N-320, entre los pK 177 y 186, por la carretera autonómica CM-310, que conecta con Villaconejos de Trabaque y Olmeda de la Cuesta, y por una carretera local que permite la comunicación con Castillo-Albaráñez. 
El relieve del municipio está definido por un altiplano al norte, la vega del arroyo de Merdanchel en el centro, y una zona en pendiente ascendente con cerros y muelas aislados al sur. La altitud oscila entre los 990 m al sur y los 770 m a orillas del arroyo. Los puntos elevados más destacados son Morrón Blanco (954 m), Alto de Perache (953 m) y Cerro de la Virgen (959 m), todos ellos pequeños ramales del Sistema Ibérico. El pueblo se alza a 819 m sobre el nivel del mar. 
| Noroeste: Canalejas del Arroyo | Norte: San Pedro Palmiches y Priego         | Nordeste: Villaconejos de Trabaque |
| Oeste: Buciegas                |                                             | Este: Albalate de las Nogueras     |
| Suroeste: Olmeda de la Cuesta  | Sur: Olmedilla de Eliz y Castillo-Albaráñez | Sureste: Arrancacepas              |

La comarca donde está situada Cañaveras es la Alcarria, comarca de páramos extendidos entre los macizos secundarios de la meseta de Sigüenza y la Sierra de Cuenca al norte; la sierra de Altomira al este y los ríos Tajo y Guadiela al sur.
Cañaveras forma parte de una unidad morfoestructural denominada depresión intermedia, cuenca terciaria de relleno fundamentalmente lutítico-arenoso, que se extiende entre los afloramientos carbonatados mesozoicos de la alineación de la sierra de Altomira, al oeste y de las estribaciones de la Serranía de Cuenca (sierra de Bascuñana), al este. Se pueden diferenciar tres unidades de depósitos de base a techo:
- Unidad paleógena inferior, formada por areniscas, conglomerados y lutitas.
- Unidad paleógeno-Neógena, discordante con la anterior, formada por conglomerados, areniscas y arcillas de origen fluvial que cambian hacia el oeste a yesos y limos yesíferos.
- Unidad neógena, son depósitos detríticos provenientes de abanicos aluviales, se compone de conglomerados, areniscas, arcillas y yesos, cambiando hacia el oeste a yesos, lutitas y arcillas rojas, en la corona una serie de calizas arcillosas y margas formando relieves en tabla.

Ocupa una superficie de unos 1400 km² y unos 33 núcleos de población, en su mayor parte pertenece a la cuenca hidrográfica del Tajo y está surcada por los ríos Guadiela, Guadamejud y Mayor. Existen una serie de fallas inversas de norte a sur de la depresión. La sierra de Bascuñana cierra la depresión y está ligeramente inclinada hacia el oeste lo que hace que las redes fluviales de la zona discurran en esa dirección. 
Los paisajes por tanto de Cañaveras son variados dependiendo de la acción erosiva de los ríos y de si los terrenos están más o menos elevados. Estos materiales son poco resistentes a esta acción erosiva por lo que se generan paisajes con muchos valles y estructuras tabulares, es común hallar cerros testigo, es decir, relieves de poca altura que están protegidos por una capa de caliza dura (caliza pontiense) que no ha podido ser erosionada.
En el caso de existir una alternancia de estratos muy resistentes y otros blandos, aparece el típico paisaje de relieve en cuesta con vertientes suaves y de poca pendiente; éste es el típico paisaje del término de Cañaveras con numerosos vallejos y cerros de escasa altura con llanos calizos al norte y este del término y cerros testigo y valles hacia el sur y el oeste ya que todos los cursos de agua nacen en el sudeste y van en dirección oeste como por ejemplo el río Merdanchel cuya erosión es la causante de la vega de arriba y la vega de abajo, nace en la juanvieja al este del término y recorre en dirección oeste los pueblos de Canalejas y Castejón para desembocar en el Guadiela. 
En el término son diversos los manantiales naturales existentes como el Pez, la Juan Martínez, la Miranda, la Leonarda, la Carraperales, la vega de Abajo, la Fuente del cuervo. El río Viejo el cual se une al Merdanchel abre la vega de Buciegas. Esta acción erosiva provoca también diferencias entre la calidad de los suelos en las distintas zonas del término siendo de naturaleza caliza o arcillosa en función de la capa erosionada. Así en la zona de la vega predomina la tierra arcillosa y en la zona de los llanos tanto al norte como al este predomina la caliza. 
En lo referente a la calidad de las aguas (tanto superficiales como a los manantiales y acuíferos) existe un estudio del Instituto Geológico y Minero de 1988, según el cual la calidad del agua es deficiente por la presencia de yesos en la litología de las formaciones terciarias y con un alto contenido en sulfatos (350-150 mg/L), magnesio (40-50 mg/L) y nitratos (25-50 mg/L).

### Clima
El clima de Cañaveras al igual que el resto de la comarca es del tipo mediterráneo continental, de veranos secos y calurosos y de inviernos fríos y también a menudo secos. Debido a la configuración del terreno que ya se comentó, el centro y este del término se encuentra en el valle producido por el río Merdanchel y cursos y manantiales menores como el Fontarrón, la fuente de las Ánimas, la fuente del Val y el arroyo de Valdesancho, con numerosos cerros testigo y pequeñas vegas.
Hacia el norte y el oeste se produce una continua y a veces fuerte elevación del terreno hasta llegar a una zona más llana; esto produce que la zona de valle se encuentre protegida por barrera de mayor altura (salvo en la zona de la vega) por lo que los vientos que predominan en la zona de menos elevación (donde está el núcleo urbano) sean del NNO y del sudoeste y que los frentes de lluvia entren desde esa misma dirección. 
Las precipitaciones oscilan sobre los 690 mm y se concentran en dos temporadas que son el final del invierno y comienzo de primavera y a finales del otoño, con algunas precipitaciones eventuales en los meses de mayo y junio. La temperatura media es de unos 12.9 °C, siendo la media de mínimas en el invierno de -0.8 °C con noches muy frías y heladas continuas, y en el verano la media es de 33.9 °C con días en los que se puede llegar a los 40 °C. El número de meses de periodo cálido solo son dos, siendo muchos los meses donde se pueden producir heladas, lo que influye y mucho en la agricultura.

### Vegetación
En cuanto a la vegetación hay que tener en cuenta que una gran parte del término se dedica a la agricultura extensiva unas 3964 ha, por lo que la vegetación de los llanos que en su origen era el reino de la encina, en la actualidad está dedicado al cultivo de trigo, cebada y girasol quedando entre las diferentes parcelas zonas de monte bajo con toda clase de plantas típicas de la comarca de la Alcarria.
Hay otra zona del término donde lo que predomina es el cultivo del olivo (ejemplo zona de los Herbales) con unas 854 ha. Antes de la roturación de la mayoría de las cuestas en principio para la agricultura de cereales y como aprovechamiento de leña y extracción de esencias de romero y espliego en las décadas de 1940, 1950 y 1960 y la posterior repoblación de la mayoría de las mismas por el ICONA con la plantación masiva de pinos, existían oasis de vegetación de monte típico alcarreño y mediterráneo como la dehesa carnicera de propiedad municipal y el pinar de la Virgen que suman unas 445 ha y el paraje de la Muela con 107 ha de encinas, en el resto de 1070 ha predominaban las plantas aromáticas como el espliego, el romero, el tomillo, etc. También el esparto muy útil para la fabricación de todo tipo de utillajes del campo y del hogar.
Por último en la zona de la vega arriba, vega abajo y otros valles menores como la cañada o la cantera la planta dominante es sin duda el carrizo o cañavera, el chopo y el olmo (casi desaparecido a causa de la grafiosis).
En otras épocas la vega arriba y otras zonas fueron dedicadas al cultivo de regadío (175 ha) con el agua del Merdanchel y otros cauces menores, de todo tipo de hortalizas (unas 32 ha), frutales y al cultivo estrella en alguna década pasada como fue el mimbre (60 ha) del cual quedan todavía algunas parcelas productivas y las gran mayoría abandonadas dando la impresión de lamentable abandono de la misma.
Actualmente la zona de la vega abajo se dedica al cereal y girasol y en la zona de la vega arriba se está comenzando a hacer lo mismo, con el consiguiente empobrecimiento del suelo y del paisaje.

## Historia

### Prehistoria
Los primeros asentamientos de población en el municipio de Cañaveras, proceden de la Edad del Bronce y ha tenido asentamientos de la Edad del Hierro (castillo y corral de los aposentos).

### Época romana
Durante la época tardo-romana está demostrada la situación de una población de la época tardorromana (siglo IV d. C.) en el denominado cerro de las Ollas, es posible que su fundación fuera anterior. En la zona del cerro se destruyó casi todos los restos por las plantaciones de pinos del ICONA de los años 1950 y 1960. De todas formas basta llegar al lugar para ver cantidad de trozos de vasijas de distintas formas y excavaciones ilegales en busca de monedas u otros objetos.
El núcleo de población que es la actual Cañaveras no estuvo siempre en el cerro actual, antes hubo un asentamiento en la zona de los llanos en el paraje de llano castillo y otra en la vega. 

### Época visigoda
Los visigodos escasos en número (10 000) se asentaron a partir del siglo V en el centro de la península (la zona menos poblada) entre el nacimiento del Ebro y el Duero al norte y el tajo al sur la frontera de esa colonización en la provincia de cuenca fue Ercavica y Segóbriga y Valeria, antiguas diócesis tardoromanas.
En Cañaveras se encontró durante las obras de nuevo trazado de la carretera a Cuenca en la zona denominada "los muros", un sarcófago de dicha etapa, pero fue destruido.
También durante la etapa visigoda surge el fenómeno religioso de los monjes eremitas, que vivían pobremente, fuera de poblado en lugares como cuevas etc.,a modo de capillas. De esta etapa tenemos en Cañaveras el denominado "Corral de los Aposentos" de gran amplitud interior, con ventanales y accesos situado en un promontorio que vigila un gran valle junto al río Viejo de Perales.

### Época musulmana.
Desde la invasión musulmana del 711 y la conquista en pocos años de la diócesis visigodas de Ercávica y Recópolis, en toda la comarca se fueron asentando población sobre todo de origen bereber y que su dedicación principal era la ganadería lanar.
En Cañaveras no se tienen datos de este periodo tan largo salvo que curiosamente una de las calle del pueblo se denomina "Zacatín"; palabra de origen árabe y que significa zona de mercado, en la zona centro de Granada una de las calles con más tiendas de origen árabe es la calle con ese mismo nombre.
En la época de la expulsión de los moriscos existía una muy pequeña comunidad de población musulmana.

### Edad Media
Durante la Edad Media hay un hecho importante que es la aparición de la virgen del Pinar que se produce en el año 1200, este hecho suele coincidir en todos los pueblos de España con la reconquista cristiana de la zona y la “aparición“ de imágenes que estaban ocultas de los moros.
En el año 1183, durante la repoblación de esta zona por los cristianos procedentes de Navarra, sur de Francia y Castilla, la aldea de Cañaveras comenzó perteneciendo al alfoz de la ciudad de Cuenca.

### Edad Contemporánea
A mediados del siglo XIX, el lugar tenía contabilizada una población de 1248 habitantes. La localidad aparece descrita en el quinto volumen del Diccionario geográfico-estadístico-histórico de España y sus posesiones de Ultramar de Pascual Madoz de la siguiente manera: 

CAÑAVERAS: v. con ayunt. en la prov. y dióc. de Cuenca (7 leg.), part. jud. de Priego (2), aud. terr. de Albacete (30), c. g. de Castilla la Nueva (Madrid 22): sit. en un llano de 1/4 leg., circundado de cerros, escepto la parte E. y O. que domina una vega de 1 leg. de estension: el clima es templada, le combaten los vientos NNO. y S. y es mas propensa á disenterias y constipados que á otras enfermedades: se compone de 309 casas y ademas salas consistoriales y cárcel en un edificio bastante deteriorado, correspondiente al cabildo; escuela de primeras letras dotada con 1,000 rs. concurrida por 60 niños y 20 niñas, é igl. parr. de térm. (San Martin), servida por un cura y un teniente para el caserio de Perales que le es anejo; á 1/4 leg. en direccion al E. sobre un cerro bastante elevado, hay una ermita dedicada á Ntra. Sra. del Pinar y á corta dist. de la pobl., una fuente de agua potable y dos salobres que sirven para abrevadero. Confina el térm. N. Villaconejos (1 leg.); E. Albalate de las Nogueras (2); S. Arrancacepas y Albarañez (1), y O. Buciegas y Olmeda de la Cuesta (1): el terreno no es muy fértil; en él á 1/2 leg. de la v., y en el sitio llamado Fuen-vieja, nace un arroyo que se une al Buciegas, y pasando en direccion al O. por los térm. de Canalejas y Castejon, desemboca en el r. Guadiela; en la misma linea, á 1/2 cuarto de leg., hay un pequeño monte de pinos y algunas encinas de poca consideracion. Los caminos son de herradura y se dirigen á Cuenca, Huete y Priego; la correspondencia se recibe de este último punto por un balijero, los domingos, martes y viernes y se lleva los lunes, miércoles y sábados. prod.: trigo, centeno, cebada, avena, alazor, azafran, patatas , vino , aceite y algunas legumbres; hay cria de ganado lanar y cabrio, aceite y algunas legumbres; hay cria de ganado lanar y cabrio, y caza de liebres conejos y perdices. ind.: ademas de la agricultura, ganaderia y oficios necesarios para la asistencia del pueblo, hay 5 molinos harineros que solo trabajan en ciertas temporadas, y 2 de aceite casi derruidos. comercio: se estraen algunas partidas de azafran y alazor; pues las demas producciones son las meramente precisas para el consumo. pobl.: 314 vec. 1248 alm. cap. prod.: 3.496,360 rs. imp.: 174,818; importe de los consumos 14,513 rs. 30 mrs.
(Madoz, 1846, pp. 488-489)

## Demografía
Cañaveras cuenta con una población de 220 habitantes (INE 2024).
| Gráfica de evolución demográfica de Cañaveras entre 1842 y 2021                                                     |
| |
| Población de derecho según los censos de población del INE Población de hecho según los censos de población del INE |

La villa de Cañaveras comparte con otros muchos pueblos de la provincia de Cuenca el dudoso título de ser una de las más despobladas de España.
Además la comarca de la Alcarria conquense es a su vez una comarca con escasa población, con una superficie de 2474 km² y con 42 municipios, la mayoría muy pequeños y una población de 12 537 habitantes da una densidad de 5.06 hab/km². Parece que esto ha sido así desde sus orígenes (como ya se verá) hasta la actualidad.
En lo referente a la provincia mantiene junto con Teruel unos índices preocupantes, así la población de derecho en el año 1940 era de más de 340 000 personas y en el año 1998 no se llegaba a los 200 000 habitantes (-140 000 hab. en 58 años).

### Urbanismo
La villa de Cañaveras, al igual que la mayor parte de los pueblos de la comarca, se asienta en sus orígenes sobre un cerro testigo en el cual hubo un primitivo poblado de la Edad del Hierro, posteriormente se edificó el castillo (del que hoy en día solo quedan pequeños restos), que domina toda la vega y al abrigo de sus muros se edificaron las casas. Esto dio lugar a que la estructura del pueblo sea la de un conglomerado de casas desde la plaza, la iglesia en la subida hacia el castillo y después se tiende a seguir la línea del relieve con la calle Real como referencia en dirección a la cruz de las eras, solo modificado por el alto que forma el barrio de la torre. 
No nos vamos a extender en la evolución de este entorno desde lo que pudieron ser sus orígenes hasta la actualidad, ya que salvo las construcciones modernas en la zona de la carretera de Cuenca en la cruz de las eras y en algún otro lugar exterior, la forma irregular no ha variado sustancialmente con los siglos.
La mayoría de las casas se fabricaban con los materiales del lugar, paredes de piedra unida con barro, tapial y madera para vigas y tejados, siendo estos por lo general a dos aguas, característico de las mismas es la presencia de cuevas para el vino en el subsuelo de las mismas, además de las del cerro del castillo.
Como ya se comentó, el poblamiento original partió del cerro del castillo y desde él descendió por las calles de San Martín (bajada y subida) hacia la fuente del coso, por el otro lado hacia la calle humilladero, la calle del cura, el cementerio antiguo, la iglesia, la llamada cárcel vieja edificio de la misma época que la iglesia parroquial y que era la sede de las salas consistoriales (ayuntamiento y juzgado), la plaza y la calle Real. En esta zona se encontrarán las casonas y edificios más antiguos del pueblo como la casas de la inquisición, la casa de los Carrillo de Mendoza.
Con el paso de los años la villa se extendió siempre en esa dirección y se ensanchó con barrios como San Antón y el zacatín. A pesar de la gran despoblación que se produjo a partir de los años 1960 y 1970, el caso urbano no ha dejado de crecer, aunque eso sí a costa de la ruina y desplome de las grandes casas de mayor antigüedad.
Pese a todo en la actualidad el núcleo urbano sigue manteniendo el irregular trazado de las calles pero la totalidad se encuentran iluminadas, asfaltadas o cementadas, con aceras, papeleras, y saneamiento. Existen más edificios públicos como el centro de salud, la nueva escuela, la casa tutelada para nuestros mayores. 

## Economía
El principal sector productivo es con gran diferencia la agricultura extensiva de secano, dedicada a la producción de cebada, girasol y trigo, también tiene importancia el cultivo del olivo y hace años que quedó en total retroceso el cultivo del mimbre de la vega y los cultivos de todo tipo de hortalizas de regadío que en otros tiempo dieron fama a nuestro pueblo y que hoy se limitan a pequeños huertos familiares para el autoconsumo.
En los años 1960 la principal industria alimenticia dedicada a la transformación de productos de la zona eran la fábrica de harinas y dos molinos de aceite, en esos años se explotaban además las plantas aromáticas para la extracción de sus esencias, recogiéndose unas 6000 arrobas de espliego y 12 000 de romero. 
También existió una floreciente industria del mimbre con varios almacenes que fue la riqueza del pueblo durante unos años, ahora está en franca decadencia debido a factores como la falta de mano de obra y de agua en la vega.
En lo relativo al comercio en la segunda mitad del siglo pasado llegó a haber cuatro comercios de todo tipo de productos para la venta al por menor, en la actualidad existe un tienda, una carnicería, una panadería, una carpintería, taller de reparación de vehículos, taller de hierro y aluminio y una farmacia.
La construcción es uno de los sectores que más a crecido en los últimos años creando muchos puestos de trabajo, en la actualidad existen 6 empresas.
En lo relativo a la hostelería y turismo en Cañaveras, en estos momentos existen tres bares restaurantes, una casa rural, un hostal y un hotel rural. El turismo rural es uno de los sectores que hay que promocionar en el pueblo y que poco a poco va creciendo en nuevas expectativas debido a la buena infraestructura del pueblo la gran capacidad de alojamiento, la buena comunicación con Madrid o Valencia y la situación de cercanía a la comarca de la sierra de Cuenca y como no por la belleza de los propios paisajes alcarreños.
Además desde el verano del 2001 contamos con piscina municipal.
Cañaveras se encuentra situada en un nudo de comunicaciones ya desde antiguo. La CM-310 que une Carrascosa del Campo con Molina de Aragón y Calatayud. Y la N-320 que une Burgos, Guadalajara, Cuenca y Albacete. Tiene además importantes poblaciones cercanas: Huete a 35 km, Priego a 19 km, Sacedón a 42 km y Cuenca a 40 km.
Existe comunicación diaria con Cuenca con un autobús, hace unos años existía otro llamado “El Correo“ que iba a Huete y Carrascosa del Campo para poder empalmar con el tren o el auto-res.
Otro de los servicios con los que cuenta Cañaveras y que parece que está en vías de ampliación es el Centro de Salud de zona, que tiene urgencias 24 h.
Todo se complementa con la residencia tutelada que se inauguró en el año 2000 y el hogar del jubilado.

## Patrimonio
El principal monumento es la iglesia parroquial dedicada a san Martín obispo de Tours. Se construyó a partir de 1550 y se finalizó sobre el 1620. Es de planta rectangular, de muy bellas proporciones, la primera mitad de las bóvedas son de crucería. El cementerio parroquial data del siglo XIX.
La ermita de la Virgen del Pinar que se encuentra situada en el monte de su mismo nombre a unos 950 m de altitud y rodeada de pinares, su construcción original es del siglo XVI de planta única y bella cúpula. Posteriormente se la han ido añadiendo zonas para la casa del santero y para salas, habitaciones etc de los peregrinos que llegaban de toda la provincia. La ermita de San Antón, construida por sus devotos en el 1846, es pequeña, ha sido restaurada hace unos años.
En el cerro del castillo existió un poblado de la Edad del Hierro donde se conservan ruinas de un castillo posterior, además desde lo alto del morro del mismo hay unas bonitas vistas del entorno. En la parte inferior del cerro existen aún algunas cuevas que eran utilizadas como viviendas hacia 1950. Otras se usaban para elaborar el vino de la zona y se siguen usando para tal fin, aunque muchas están en desuso.
En dirección al vecino pueblo de Buciegas se encuentra el "Corral de los Aposentos", un antiguo eremitorio de época visigoda: también tiene varias tumbas y grabados en piedras signos de etapa celtibera.

## Educación
El Centro Rural Agrupado Los Olivos situado en la calle San Antón, de Cañaveras, da servicio a la población.

## Turismo
Cañaveras, aunque es un pueblo pequeño tiene una gran cantidad de oferta de alojamientos. Existen en el pueblo tres bares, tres casas rurales y un hostal. Además está bien comunicado por carretera con Madrid y otras ciudades y cuenta con los servicios necesarios tales como el centro de salud comarcal, farmacia, dos oficinas bancarias, centro de jóvenes, centro para los jubilados, centro social. También cuenta con una tienda de alimentación y varios, panadería con postres y bollos típicos del pueblo, carnicería, taller de automóviles, farmacia y otros servicios como un taller de carpintería, una herrería, servicios funerarios.
El terreno es apto para hacer rutas a pie o en bici y descubrir parajes muy bonitos de la Alcarria alta. A una corta distancia del pueblo se puede practicar la pesca en el río Escabas, en el Guadiela o en el embalse de Buendía.

## Cultura

### Fiestas
En el mes de enero se celebra San Antón, con hogueras en el barrio de su nombre.
En el mes de febrero se celebra Santa Águeda, con hoguera en el barrio del Cantón junto a la imagen de la Santa, anteriormente estaba en la derruida ermita de Perales.
En el mes de mayo se celebran, el día 15 San Isidro y el último domingo la romería de la Virgen del Pinar en su ermita.
La fiesta mayor es en honor a la patrona del pueblo la Virgen del Pinar, que se celebra el primer domingo de septiembre, que comienza nueve días antes bajando en andas a pie al pueblo, la imagen de la patrona desde su ermita, para ser venerada por el pueblo, regresando a su ermita el domingo por la mañana, también subida en andas a pie y posteriormente se realiza la romería, hay actos religiosos, verbenas, concurso de disfraces de las peñas, festejos taurinos, toros de pólvora, fuegos artificiales, juegos populares, una gran cantidad de peñas de distintas edades que dan colorido y el último día comida de hermandad de calderetas de carne de toro de lidia.
En el mes de noviembre se celebra la festividad del patrón del pueblo, San Martín Obispo de Tours, el fin de semana más cercano al día 11, donde se realizan actos religiosos y procesión "Hermandad de San Martín Obispo", verbenas en el centro juvenil "Comisión de Festejos", comidas y meriendas populares "Comisión de Festejos, Vecinos y Hermandad de San Martín Obispo" y espectáculo pirotécnico con toros de pólvora y música en la Plaza de España, dignos de ver, haciendo disfrutar a grandes y a pequeños "Amiguetes del Toro de Pólvora".

### Costumbres
Cañaveras es en la actualidad un pequeño y tranquilo pueblo de la alta Alcarria conquense con apenas 300 vecinos, pero eso no siempre fue así, tanto la comarca donde se sitúa como el pueblo mismo, han sufrido a lo largo de la historia un sinfín de transformaciones que comenzaremos a descubrir.
Poco a poco nos iremos dando cuenta del impresionante pasado de nuestro pueblo y que por avatares de los tiempos ha dejado una comarca y unos pueblos, desolados, sin gente joven, sin industrias, casi sin futuro.
Como todos los pueblos de España, Cañaveras desarrolló a lo largo de su historia una serie de fiestas, juegos y tradiciones, muchas de ellas muy similares a la de otros pueblos de la comarca y otras más particulares, por desgracia y debido a la dejadez y a la falta de gente joven muchas de ellas hace años que se dejaron de practicar. He aquí las mismas.
En el mes de enero se celebraba la festividad de San Antón, la cual tenía tres componentes, el primero la celebración del barrio del mismo nombre de la fiesta con una hoguera en la plaza frente a su ermita; otra era la celebración por la mañana de la fiesta en la que la gente daba tres vueltas a la ermita rezando el padre nuestro, por la tarde se adornaban las caballerías con las mejores mantas y se hacían carreras entre los mozos. La otra tradición era el gorrino de San Antón que consistía en que se soltaba ese día un gorrino pequeño y era alimentado durante todo el año por el pueblo, al año siguiente el día del santo se sorteaba entre todo el pueblo y al que le tocaba, soltaban ellos otro pequeño para el año siguiente.
En el mes de febrero lo más destacado era el carnaval que según parece duraban ocho días y tenía una participación importante en las mismas la llamada Hermandad de las Ánimas de la cual se hablará más adelante.
El primer día comenzaban los “ guncheros” que eran una especie de payasos con tambores y banderas los cuales iban pidiendo por las casas; al día siguiente, martes, se "almonedaba" en la puerta de la iglesia. Se hacía baile y se porfiaba y aportaban perras para ver qué moza "bailaba la Bandera". El capitán de las ánimas, el miércoles, hacía huevos en su casa y se cambiaba por otro miembro de la hermandad para el próximo año. Todos los días salía el llamado "berrugo", un hombre tapado con traje de colores y sombrero que sorprendía a las mozas y no tan mozas, les levantaba las faldas, etc.
En la fiesta religiosa de Semana Santa los mozos se comprometían el año anterior ante el alcalde para sacar al Cristo y a la Virgen. El viernes por la mañana se hacía un Vía Crucis que pasaba por las casas de las personas enfermas. Los cuatro que llevaban la virgen hacían un “ramo de la Virgen“ que era como una corona de dulces del pueblo y enlazada con buje, este ramo lo exponían la mañana del Domingo de Resurrección en la puerta de la iglesia, también los cuatro mozos el sábado por la noche ponían buje a las mozas de su agrado en los balcones. El domingo por la mañana se quemaba en el atrio el Judas.
En el mes de mayo, los mayos comenzaban la noche los 30 de abril que se cantaba el mayo a las mozas; recorría el pueblo la rondalla parando en la puerta de las mozas. El día 1 de mayo salían a pedir a las mozas que se le había cantado y se hacían una merienda.
El 15 de mayo, día de San Isidro, en la víspera se le cantaba el mayo a San Isidro.
El último domingo de mayo “Romería de la Virgen del Pinar”, se subía a la virgen con burros, mulas o andando y se comía en el pinar.
En el mes de junio se celebra el Corpus Christi que antes era en jueves y se sacaba la custodia bajo palio por las calles y se colocaban mesas muy adornadas de flores y colchas.
Los meses de julio y agosto debido a la gran tarea que suponía el sistema manual de recoger la mies no hay fiestas.
En el mes de septiembre se celebra la fiesta de nuestra patrona la Virgen del Pinar, se reza la tradicional novena a la Virgen en la iglesia y se baja la Virgen, cosa que antes no se hacía, antes se colocaba el cuadro solo. El día de la salve se sacaban velas de un arcón y todos los hermanos de la Virgen las encendían para rezar la Salve.
No sabemos cuantos años ni desde cuando se hacía en el pinar la denominada “entrada de moros“. El domingo por la mañana, antes de la procesión se representaba la escena de que el pueblo cristiano era atacado por los moros y conquistado por ellos el capitán de los cristianos se llamaba Conde Oliveros, los cristianos eran hechos prisioneros pero una mora se enamora del conde y los libera, por supuesto se montaba a caballo, mulas, se tiraban cohetes y con armas simuladas. La última vez que se hizo parece ser hacia el 1950.
En la ermita siempre había un santero y su familia el cual entre otras misiones debía de mantener siempre encendida una gran lámpara de aceite que estaba en el altar. El santero salía a pedir por los pueblos de la comarca y por la sierra ya que la virgen del Pinar es muy conocida por los pueblos del contorno y es muy milagrosa.
Otra tradición curiosa es que el día de San Miguel, que es el 29 de septiembre, se cambiaban los pastores y los mozos de mulas de casa es decir como en Cañaveras había casas grandes con mucho ganado ese día se ajustaban los mozos y pastores para todo el año. Esta fecha no es casual, sino que tiene su antecedente en la ganadería trashumante y los códigos de la Mesta que debieron de ser muy importantes por estas tierras.
En el mes de noviembre se celebraban los santos y durante la víspera de los mismos los mozos se juntaban y hacían “puches“ y las mozas "melaos". También se colocaban en las ventanas y en la torre de la iglesia calabazas con forma de calavera con velas dentro. Asimismo las campanas tocaban todo el día del 1 al 2. San Martín, patrón del pueblo se le sacaba en procesión y había 2 o tres días de fiesta con baile.
El barrio del Cantón celebraba la festividad de Santa Águeda que se encontraba en la ermita de Perales e iban hasta allí de procesión.
En Nochebuena se comía un gallo que había sido cebado durante todo el año para la ocasión.
Además se hacían muchas rogativas unas a Santa Ana y la mayoría de ellas y en épocas de sequía a la Virgen del Pinar, se bajaba a la Virgen al pueblo en procesión, acudía mucha gente de otros lugares y dicen que siempre después llovía.
En Cañaveras existían dos hermandades, de las cuales solo pervive una de éstas, eran la Venerable Hermandad de la Virgen del Pinar y la Hermandad de las Ánimas. La hermandad de las Ánimas la componían los mozos del pueblo; el jefe de la misma era el llamado “Capitán de las Ánimas“ que se cambiaba todos los años el miércoles de carnaval celebrando una comida en su casa con huevos y entraba el siguiente. Salían a pedir con una campanilla por las casas y lo que recogían se lo comían el día de carnaval. La hermandad de la Virgen del Pinar la componen la práctica totalidad de los nacidos en Cañaveras y gentes de otros lugares, está gobernada por 4 mayordomos que administran los bienes de la Virgen (ermita, pinar, parcelas, cuentas, etc.). Los mayordomos antiguamente tenían que pagar en aceite el privilegio de serlo y este aceite se usaba para mantener siempre encendida la lámpara que había en el altar de la ermita. Ahora se paga una cantidad además de la pequeña cuota anual que pagan los hermanos. Otro privilegio de los mayordomos es el de sacar las andas de la virgen, ya que para meterlas tanto en la iglesia como en la ermita se subastan entre el público.
Otra tradición del pueblo ya en desuso era “la patente“, la misma imponía que cualquier mozo de otro pueblo que quisiera salir con una moza de Cañaveras debía de pagar la patente es decir en invitar a los mozos por ejemplo a una comilona, si se negaba a pagar las cosas se ponían feas y se podía terminar en pelea y con el mozo en la fuente o en el río.
El pueblo de Cañaveras saltó a las primeras páginas de los diarios cuando el comando Gaztelu de la banda terrorista ETA fue detenido allí en 2004 cuando iba rumbo a Madrid.